# Caeruleuptychia helios
Caeruleuptychia helios är en fjärilsart som beskrevs av Gustav Weymer 1911. Caeruleuptychia helios ingår i släktet Caeruleuptychia och familjen praktfjärilar. Inga underarter finns listade i Catalogue of Life.